# Recreativo de Huelva
Real Club Recreativo de Huelva je španjolski nogometni klub, osnovan 23. prosinca 1889. godine. To ga čini najstarijim nogometnim klubom u Španjolskoj, ali za razliku od većine "prvih" klubova, koji borave u amaterskim ligama, Recre se natječe u Segunda División B.

## Poznati igrači
| - Brahim Laceb - Mariano Pernía - Gastón Casas - Rodríguez Ferrer - Juan Cantarutti - Víctor Zacharski - Hubert Baumgartner - Joãozinho - Luis Antonio Valencia - Ikechukwu Uche - Juan Cuyami - Yago Alonso - Franz Platko - Peter Torok - Florent Sinama-Pongolle - Nelson Zelaya - Herminio Toñánez | - Manuel Almunia - Luis Aragonés - Curro Torres - Óscar Arpón - Raúl Molina - Hipólito Rincón - Julio Alberto Moreno - Xisco - Iván Rosado - César Quesada - Jesús Alzugaray - Roberto Luzardo - Víctor Espárrago - Rafael Villazan - Martín Cáceres - Alex Pereira - Andreé González |

## Poznati treneri
- Eusebio Ríos
- Víctor Espárrago
- Joaquín Caparrós
- Lucas Alcaraz
- Marcelino García Toral
- Manolo Zambrano

## Vanjske poveznice
- Službena stranica